# たかなみ (護衛艦・2代)
たかなみ（ローマ字：JS Takanami, DD-110）は、海上自衛隊の護衛艦。たかなみ型護衛艦の1番艦。艦名は「高く立つ波」（高波）に由来し、この名を受け継ぐ日本の艦艇としては、夕雲型駆逐艦「高波」、あやなみ型護衛艦「たかなみ」に続き3代目に当たる。
本記事は、本艦の艦暦について主に取り扱っているため、性能や装備等の概要についてはたかなみ型護衛艦を参照されたい。

## 艦歴
「たかなみ」は、中期防衛力整備計画に基づく平成10年度計画4,600トン型護衛艦2239号艦として、IHIMUに発注され、住友重機械工業追浜工場で2000年4月25日に起工され、2001年7月26日に進水、その後、住友重機械工業浦賀工場において艤装の後、2002年8月20日に公試開始、2003年3月12日に就役し、第1護衛隊群第5護衛隊に編入され横須賀に配備された。
2004年6月6日、館山沖で大規模被害対処訓練中、注排水バルブの操作ミスにより海水が侵入し、空調室やミサイルの発射装置、弾薬庫などが冠水、10台以上の機器が浸水した。海幕は7月3日にこれを公表し、自力で横須賀に帰投して修理を行った。インド洋への派遣の可否についても検討されたが、当初の予定通りに派遣されることになった。
同年8月9日、テロ対策特別措置法に基づき、護衛艦「きりしま」、補給艦「はまな」と共にインド洋に派遣。同年12月まで任務に従事する。帰路の最中にスマトラ島沖地震の発生を受け、国際緊急援助隊派遣法に基づいてタイに派遣され、遺体収容等を行い（自衛隊タイ派遣）、2005年1月11日に帰国した。
2007年5月4日から30日までシンガポール海軍主催の西太平洋海軍シンポジウム（WPNS）多国間海上訓練に参加。
2008年3月26日、護衛隊改編により第2護衛隊群第6護衛隊に編入された。
2009年10月13日に、大湊基地所属の護衛艦「はまぎり」と共に、第3次派遣海賊対処行動水上部隊を編成、ソマリア沖へ向けて出発し、11月7日から翌年2月20日まで34回計283隻の船舶を警護して、2010年3月18日に帰国した。
2011年3月11日に東北地方太平洋沖地震発生を受けて海上自衛隊の先陣として東北沖へ急派され、翌12日午後宮城県石巻港近くの岸壁に孤立していた幼稚園児11人を含む135人を救助し、2万余名の被災者に対して食糧供与及び生活必需品の輸送を行った。初動においてレスキュー　フロム　ザ・シーを実践した。
同年10月11日には第10次派遣海賊対処行動水上部隊として護衛艦「おおなみ」と共にソマリア沖・アデン湾へ向けて横須賀基地を出航し、翌2012年3月12日に帰国した。
2014年7月15日、第19次派遣海賊対処行動水上部隊として「おおなみ」と共に横須賀基地からソマリア沖・アデン湾に向け出航した。
9月25日、アデン湾においてNATO軍と共同訓練を実施、デンマーク海軍 戦闘支援艦「ESBERN SNARE（エスベアン スナーレ）」とともに通信訓練 、戦術運動、立入検査訓練等を行った。
10月16日にはEU海上部隊と共同訓練を実施、イタリア海軍 駆逐艦「ANDREA DORIA（アンドレア・ドリア）」とともに同様の訓練を行った。
その後、ソマリア沖での海賊対処行動を終え帰途につくが、たかなみ・おおなみ両艦が日本に向け東南アジア付近を航行中に、エアアジア8501便墜落事故が発生した。日本政府は両艦に派遣命令を出し、1月3日から9日までの間、エア・アジア航空機消息不明事案に関する国際緊急援助活動に従事し、1月24日、横須賀に帰港した。
2016年10月24日から12月15日にかけてニュージーランド海軍主催国際観艦式及びADMMプラス海洋安全保障実動訓練マヒ・タンガロア16に参加した。
2020年2月2日、中東地域における日本関係船舶の安全確保に必要な情報収集活動を行うため、派遣情報収集活動水上部隊として横須賀を出港した。派遣に合わせ艦橋へ防弾ガラスを追加したほか、警告用としてLRADが搭載された。2月下旬に活動海域に到着し、同月26日から日本関係船舶の安全確保に向けた情報収集活動を開始し、同年6月9日に護衛艦「きりさめ」に任務を引継ぎ、6月30日に横須賀基地に帰港した。
2021年9月2日、関東南方の海空域において、米海軍空母「カール・ヴィンソン」と日米共同訓練を実施した。
また、同2日から7日にかけて、東シナ海から四国南方を経て関東南方に至る海空域おいて、英国空母打撃群（CSG21：空母「クイーン・エリザベス」、駆逐艦「ディフェンダー」、米駆逐艦「ザ・サリバンズ」、オランダ海軍フリゲート「エファーツェン」、カナダ海軍フリゲート「ウィニペグ」）と日英米蘭加共同訓練（PACIFIC CROWN 21‐3）を実施する。海自からは本艦の他、護衛艦「いせ」、「あさひ」、「はるさめ」、「きりしま」、「おおなみ」、「てるづき」及び潜水艦1隻、P-1哨戒機が、航空自衛隊からはＦ-2、Ｆ-15戦闘機、E-767早期警戒管制機が参加し、対抗戦、防空戦、対潜戦等を実施した。
同年12月22日、伊豆大島東方海域において護衛艦「やまぎり」とともに海上保安庁との共同訓練に参加した。海保からは巡視船「ぶこう」、「あぐに」が参加し、情報共有訓練及び巡視船との運動要領に関する訓練を実施した。
2022年1月28日から2月1日にかけて、関東南方の海空域において米海軍駆逐艦「フィッツジェラルド」、P-8Aと対潜特別訓練を実施した。
同年6月13日、令和4年度インド太平洋方面派遣（IPD22：Indo-Pacific Deployment 2022）に参加するため、護衛艦部隊第1水上部隊として護衛艦「いずも」及び搭載航空機3機とともに横須賀を出港した。
同年6月19日から24日にかけて、太平洋において、日米豪共同訓練（NOBLE PARTNER 22）を実施した。米海軍からは空母「エイブラハム・リンカーン」、巡洋艦「モービル・ベイ」、駆逐艦「グリッドレイ」・「サンプソン」・「スプルーアンス」が、オーストラリア海軍からは強襲揚陸艦「キャンベラ」、フリゲート「ワラマンガ」、補給艦「サプライ」が参加し、各種戦術訓練（防空戦等）を実施した。翌25日には米補給艦「ヘンリー・Ｊ・カイザー」と日米共同訓練（ILEX22‐2）を実施した。6月27日、ハワイ周辺海空域において、フランス領ポリネシア駐留フランス軍フリゲート「プレリアル」と日仏共同訓練（オグリ・ヴェルニー22‐4）を実施した。
同年6月29日から8月4日にかけて、ハワイ諸島及び同周辺海空域等において実施される米海軍主催多国間共同訓練（RIMPAC2022）に参加する。自衛隊からはほかに第3航空隊のP-1哨戒機1機と陸上自衛隊西部方面隊が参加し、 各種戦術訓練（各種戦訓練、ミサイル射撃訓練等）及びHA/DR（Humanitarian Assistance/Disaster Relief：人道支援・災害救援）を実施する。
8月5日、ハワイ周辺海空域においてチリ海軍フリゲート「アルミランテ・リンチ」と日チリ親善訓練を実施。8月7日には米海軍補給艦「ペコス」と日米共同訓練（ILEX22‐6）を実施。8月9日にカナダ海軍フリゲート「ウィニペグ」、ニュージーランド海軍補給艦「アオテアロア」と日加新共同訓練を実施した。
同年8月21日から29日にかけて、グアム島及び同周辺海空域において日米豪韓加共同訓練（PACIFIC VANGUARD22）を実施した。日本側は本艦のほか、護衛艦「いずも」、潜水艦、P-1哨戒機、UP-3D多用機、陸上自衛隊水陸機動団等。米海軍からは潜水艦、貨物弾薬補給艦「アメリア・イアハート」、P-8A哨戒機、EA-18G電子戦機。米海兵隊は第3海兵機動展開部隊第5航空艦砲連絡中隊。オーストラリア海軍からは駆逐艦「シドニー」、フリゲート「パース」。韓国海軍駆逐艦からは「セジョン・デワン」・「ムンム・デワン」。カナダ海軍はフリゲート「バンクーバー」が参加し、対水上射撃訓練、対地射撃訓練、対水上戦訓練及び対潜戦訓練等、各種戦術訓練を実施した。同年8月30日から9月7日にかけて、グアム周辺から南シナ海の訓練海空域において、日米加共同訓練（ノーブル・レイヴン22）に参加した。米海軍駆逐艦「ヒギンズ」、補給艦「ラパハノック」・「ジョン・エリクソン」、カナダ海軍フリゲート「バンクーバー」が参加し、各種戦術訓練を実施した。
同年9月11日から9月17日にかけて、アンダマン海からベンガル湾の海空域において実施された日印共同訓練（JIMEX2022）に参加し、インド海軍駆逐艦「ランヴィジェイ」、フリゲート「サヒャドリ」、コルベット「カドマット」・「カヴァラッティ」、哨戒艦「スカーニャ」、補給艦「ジョティ」、潜水艦、P-8I、MIG-29K、DORNIER-228等と各種戦術訓練（対空射撃訓練、対水上射撃訓練、対潜戦訓練、防空戦訓練、洋上補給等）を実施した。同年9月21日から23日にかけて、マレーシア沖からシンガポール沖に至る海空域において、カナダ海軍フリゲート「ウィニペグ」と日加共同訓練（KAEDEX22）を実施し、引き続き9月23日から10月1日には南シナ海海空域において日米加共同訓練（ノーブル・レイヴン22‐2）を実施した。参加艦艇は本艦と「いずも」、カナダ海軍フリゲート「ウィニペグ」に加え、海自潜水艦、米海軍駆逐艦「ヒギンズ」、補給艦「ビッグ・ホーン」が参加し、各種戦術訓練を実施した。10月5日、「いずも」とともに115日間にわたる派遣を終え帰国した。
同年11月8日から11月15日にかけて、関東南方海域において実施される日米印豪共同訓練（マラバール2022）に護衛艦「しらぬい」・「ひゅうが」、輸送艦「くにさき」、補給艦「おうみ」、潜水艦、P-1哨戒機、UP-3D多用機、特別警備隊とともに参加する。米海軍からは空母「ロナルド・レーガン」、巡洋艦「チャンセラーズビル」、駆逐艦「ミリウス」、P-8A哨戒機、特殊作戦部隊が、インド海軍からはフリゲート「シヴァリク」、コルベット「カモルタ」、P-8I、特殊作戦部隊、オーストラリア海軍からはフリゲート「アランタ」、補給艦「ストルワート」、潜水艦、オーストラリア空軍からはP-8Aが参加し、各種戦術訓練（対潜戦、対空戦、洋上補給等）を実施する。
同年12月19日、伊豆大島東方海空域において、護衛艦「てるづき」とともに海上保安庁との共同訓練を実施した。海保からは巡視船「しきね」、回転翼機が参加し、情報共有訓練、護衛艦及び巡視船の運動要領等に関する訓練を実施した。
2024年6月16日、関東南方訓練海域においてトルコ海軍コルベット「クナルアダ」と日トルコ共同訓練を実施した。訓練項目は戦術運動、LINKEX及びPHOTOEX。
2025年6月14日、南シナ海において、フィリピン海軍フリゲート「ミゲル・マルバー」と日比共同訓練を実施した。訓練項目は各種戦術訓練。なお、本訓練参加前の6月12日に東シナ海から台湾海峡を南進し、南シナ海に抜けた。海自艦艇が台湾海峡を通過するのは2024年9月、2025年2月に続き3例目。
現在、第2護衛隊群第6護衛隊に所属し、定係港は横須賀である。

### 歴代艦長
| 代 | 氏名       | 在任期間              | 出身校・期        | 前職                             | 後職                           | 備考                 |
| -- | ---------- | --------------------- | ----------------- | -------------------------------- | ------------------------------ | -------------------- |
| 01 | 後藤大輔   | 2003.3.12 - 2004.2.5  | 東海大・ 30期幹候 | たかなみ艤装員長                 |                                |                      |
| 02 | 高橋政則   | 2004.2.6 - 2005.3.31  |                   | じんつう艦長                     |                                |                      |
| 03 | 藤村栄次   | 2005.4.1 - 2007.3.25  | 防大24期          | 海上幕僚監部人事教育部援護業務課 | 護衛艦隊司令部幕僚             |                      |
| 04 | 恒益俊春   | 2007.3.26 - 2009.3.24 | 防大29期          | はまゆき艦長                     | 護衛艦隊司令部幕僚             |                      |
| 05 | 澤口和彦   | 2009.3.25 - 2010.8.9  |                   | ゆうべつ艦長                     | 作戦情報支援隊作戦情報第1科長  |                      |
| 06 | 米丸祥一   | 2010.8.10 - 2012.3.29 | 防大26期          | 舞鶴海上訓練指導隊船務航海科長   | 佐世保地方総監部監察官         | 東日本大震災#自衛隊  |
| 07 | 下野善彦   | 2012.3.30 - 2013.7.31 | 関西大・ 37期幹候 | 誘導武器教育訓練隊研究室長       | 護衛艦隊司令部                 |                      |
| 08 | 上田裕司   | 2013.8.1 - 2015.3.9   |                   | 護衛艦隊司令部幕僚               | 横須賀基地業務隊本部補充部付   |                      |
| 09 | 樋之口和隆 | 2015.3.10 - 2016.9.5  | 防大32期          | 海上自衛隊幹部候補生学校主任教官 | 護衛艦隊司令部                 |                      |
| 10 | 坂井喜一郎 | 2016.9.6 - 2017.8.17  | 防大41期          | こんごう副長                     | 自衛艦隊司令部幕僚             |                      |
| 11 | 筒井大介   | 2017.8.18 - 2018.8.20 | 防大42期          | いずも船務長                     | 自衛艦隊司令部                 |                      |
| 12 | 池田忠司   | 2018.8.21 - 2019.7.11 |                   | 護衛艦隊司令部 兼 自衛艦隊司令部 | 横須賀地方総監部管理部人事課長 |                      |
| 13 | 新原綾一   | 2019.7.12 - 2020.8.2  |                   | いせ船務長                       | 海上自衛隊幹部学校付           | 2020.1.1 1等海佐昇任 |
| 14 | 金丸竜平   | 2020.8.3 - 2022.10.20 | 防大42期          | 防衛大学校訓練部首席指導教官     | 護衛艦隊司令部                 |                      |
| 15 | 西川瑠美   | 2022.10.21 - 2024.3.0 | 防大48期          | 護衛艦隊司令部                   |                                |                      |
| 16 | 久原功士   | 2024.3.0 - 2025.3.0   |                   | 海上幕僚監部防衛部運用支援課     |                                |                      |
| 17 | 空野順典   | 2025.3.0 -            |                   | 護衛艦隊司令部                   |                                |                      |

## その他
- 2010年9月4日・11日放送のタモリ倶楽部で当艦の装備や艦内の設備等が特集され、当時の艦長や副長ほか多数の乗組員が出演した。
- 浦賀船渠で最後に建造された艦船でもある。
- 映画永遠の0で劇中の回想に登場する航空母艦赤城は本艦を元にレンダリングされたカットがある。

## ギャラリー

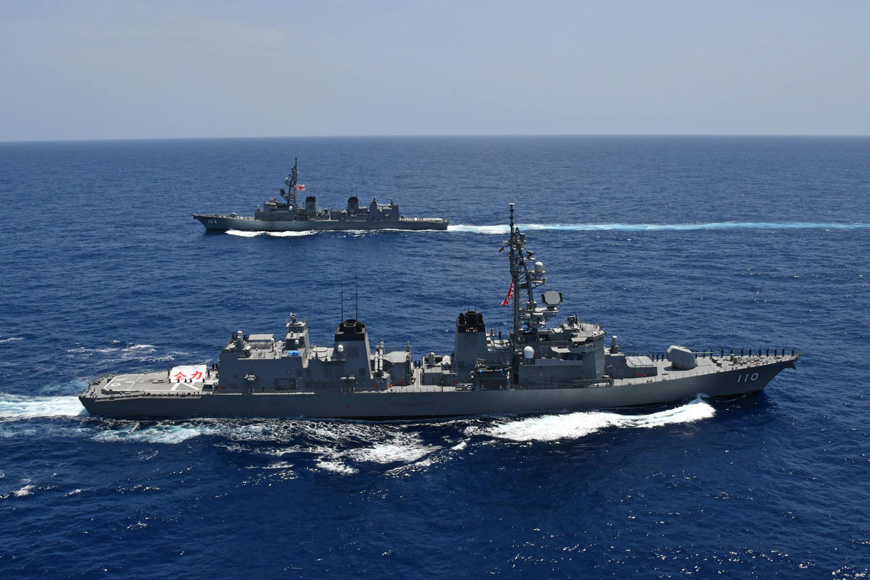
中東地域における情報収集活動を「きりさめ」に引き継ぎ帰国の途につく「たかなみ」
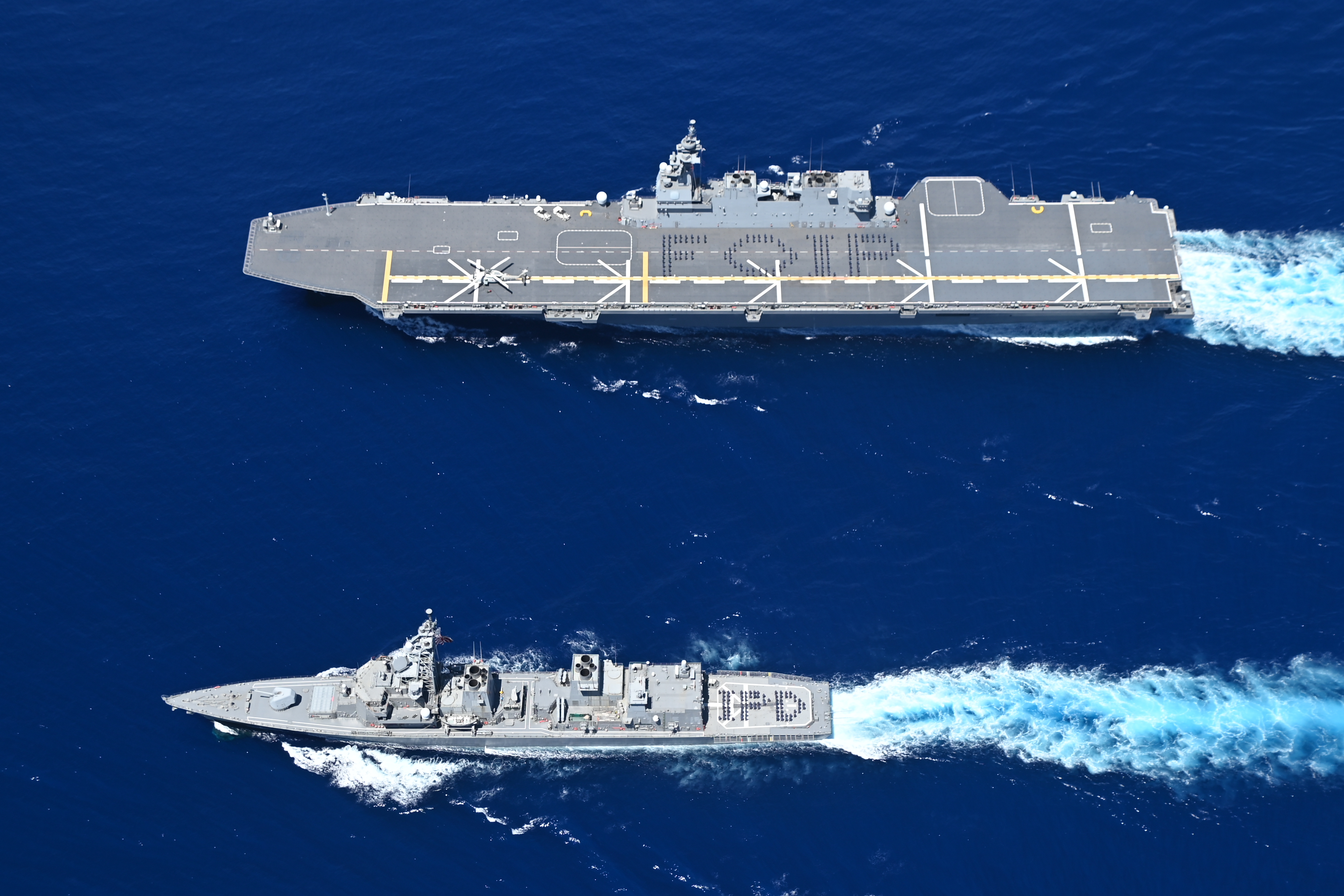
IPD22に参加中の「いずも」と「たかなみ」
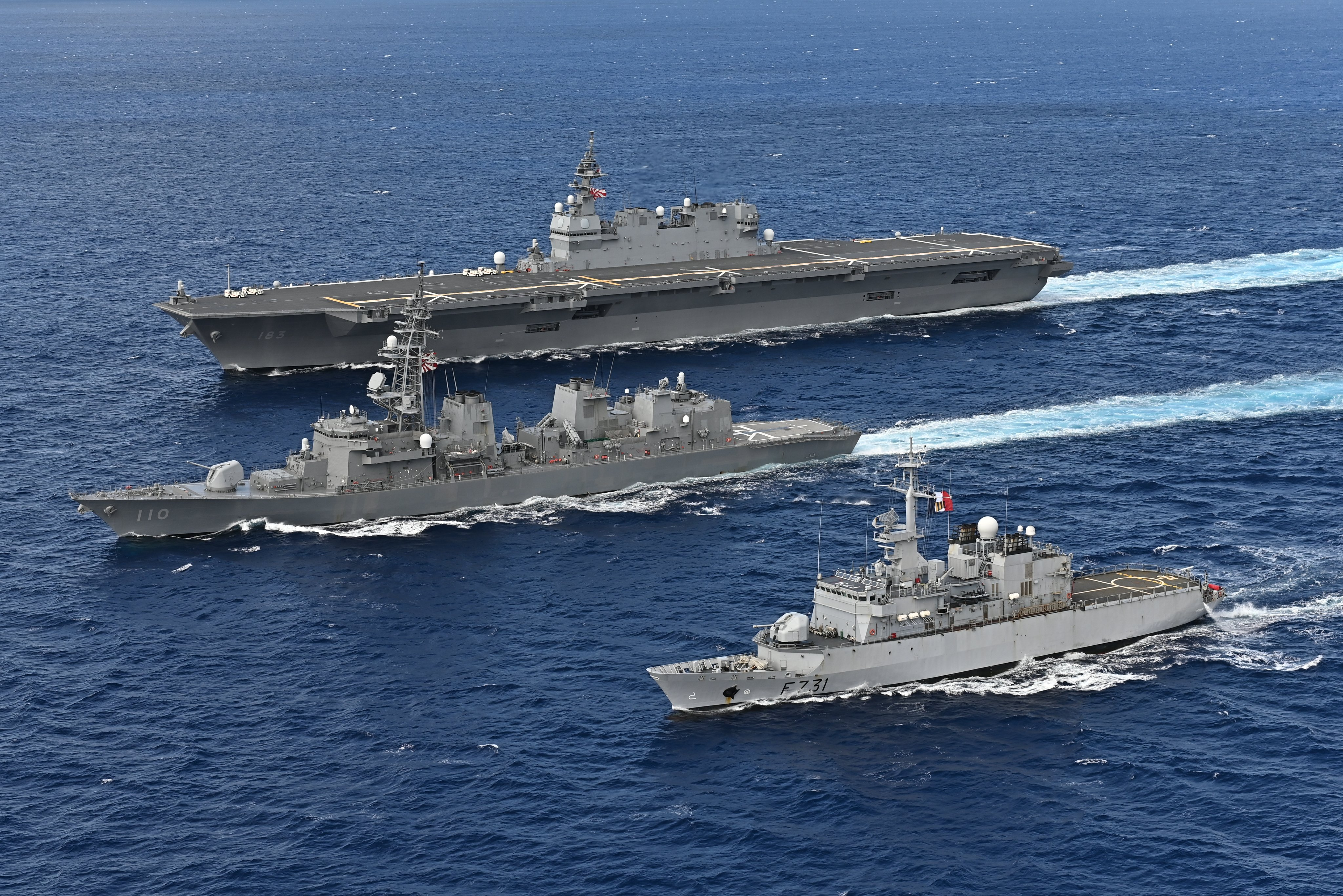
日仏共同訓練を実施中の「たかなみ」（中）
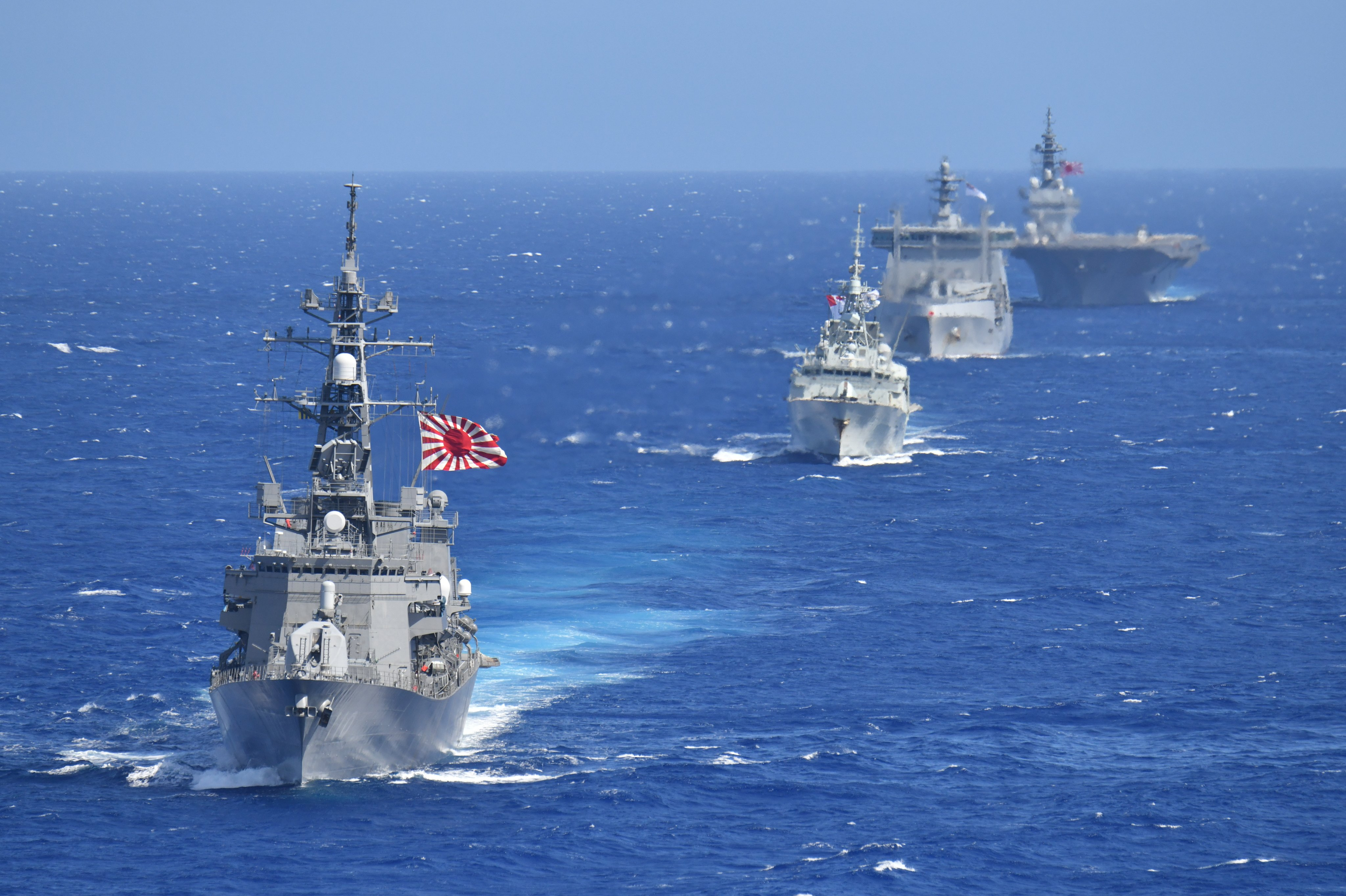
日加新共同訓練で先頭を往く「たかなみ」
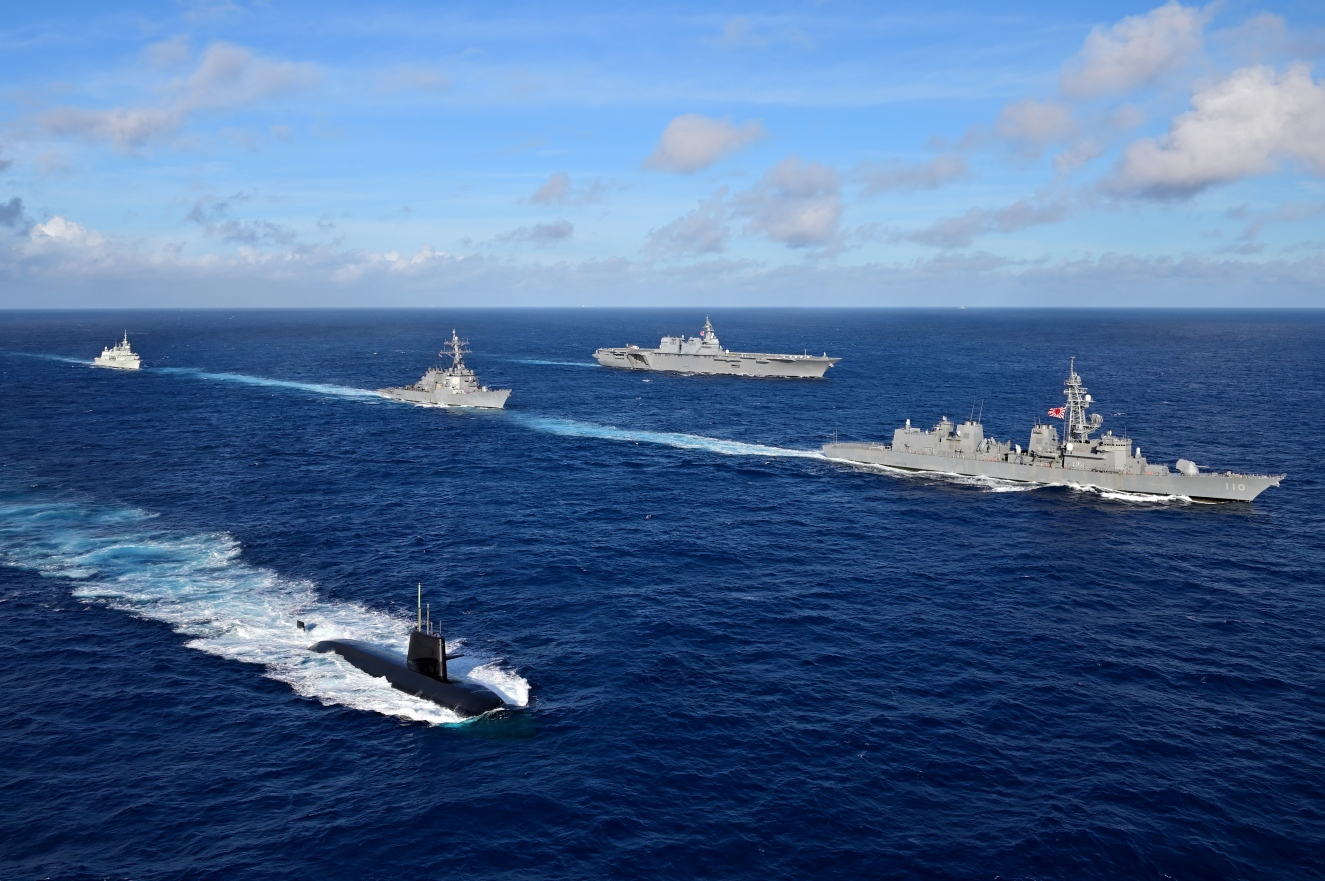
日米加共同訓練（ﾉｰﾌﾞﾙ・ﾚｲｳﾞﾝ22-2）に参加中の各国艦艇（右端が「たかなみ」）